# Henri Lavachery
Henri Lavachery,,, né le 6 mai 1885 à Liège et mort le 1er décembre 1972 à Bruxelles, est un archéologue et ethnologue belge. Il est notamment connu pour avoir participé en 1935 à l'expédition ethnologique sur l'Île de Pâques. 

## Biographie
Henri Alfred Auguste Ferdinand Lavachery, né le 6 mai 1885 à Liège, est le fils de François Lavachery, docteur en droit commis au parquet du Procureur général, et de Laure Vandermolen. Il a épousé Marguerite Graffe puis Marcelle Falmagne.
Il fait des études à l'Université libre de Bruxelles à partir de 1903. Déjà attiré par l'art, il rédige au cours de celles-ci des critiques littéraires et artistiques dans la revue bimensuelle d’art, de littérature et de critique, Le Roseau Vert avec quelques condisciples (Camille Gutt, Marcel Grafé, Lucien Lebeau, Eugène Cox, etc.). Il sort de ses études avec le diplôme de docteur de philologie classique. Jusqu'en 1926, il travaille dans l'usine familiale de bleu d'outremer. Il change ensuite complètement d'orientation étudiant l'ethnologie en autodidacte. Il se spécialise dans les arts primitifs par de nombreuses visites des musées d'Europe et des stages de formation à l'étranger. En 1930, il organise à Bruxelles sa première exposition d'art africain. Il est également passionné par les arts précolombiens. 
En 1933, il entre comme collaborateur libre avec le rang de conservateur adjoint, aux Musées royaux d'Art et d'Histoire, où il a la charge du département de l'archéologie américaine, qui vient de s'enrichir de l'importante collection d'Auguste Génin. Il s'occupe également du département de l'Océanie, encore en gestation. Lors de l'entre-deux guerres, il est le fondateur de la Société des Américanistes de Belgique qui organise notamment des conférences sur l'histoire ancienne de l'Amérique. 

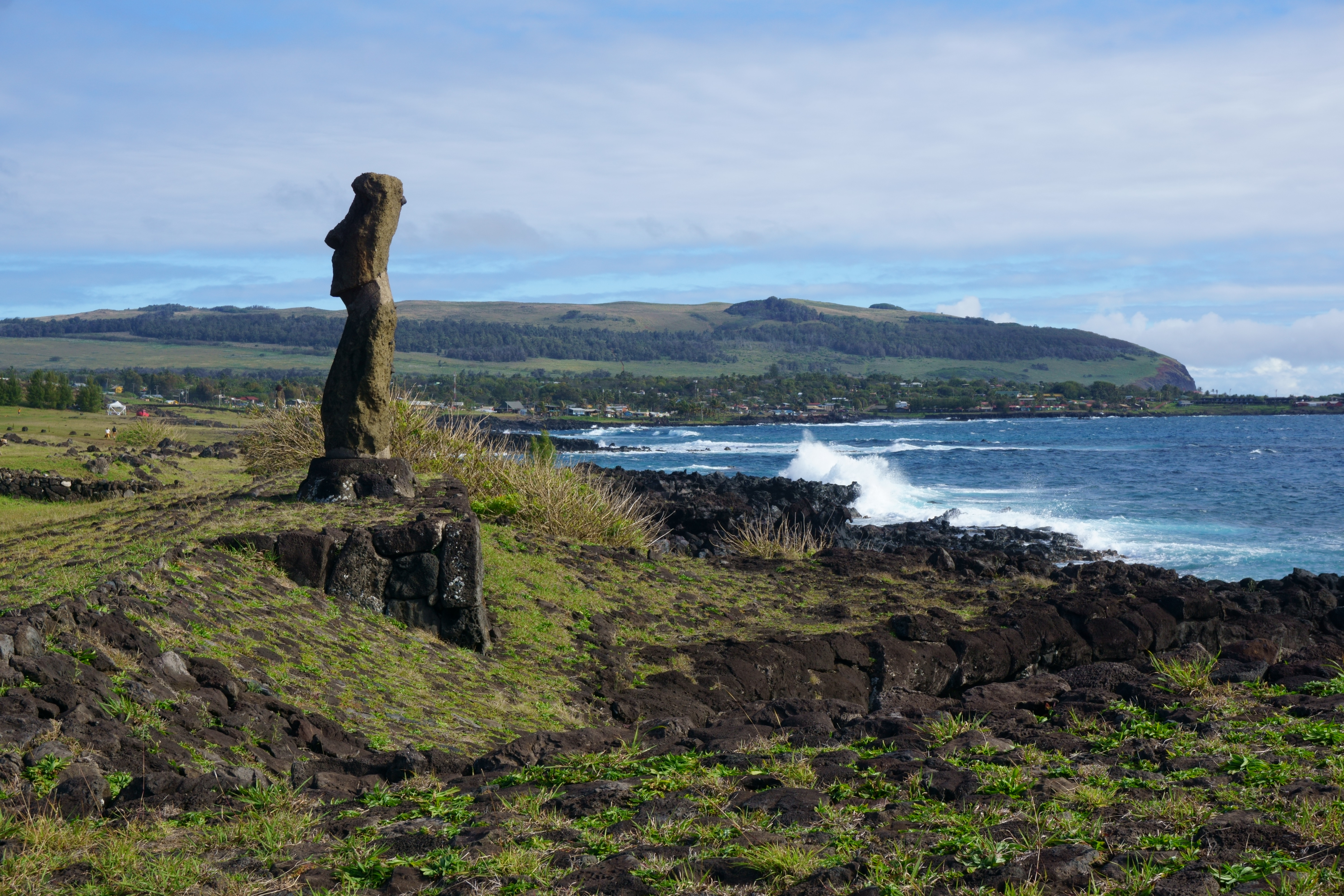
Moaï sur l'Île de Pâques.

En 1933, il a près de cinquante ans et est fasciné par l'esthétique des objets pascuans (ou rapanuis). Il apporte son appui à l'ethnologue français Paul Rivet, en vue de mettre sur pied une au point une expédition franco-belge à l'Ile de Pâques. Cette expédition a lieu entre le 30 juillet 1934 et le 3 janvier 1935 et outre son collègue suisse du musée de l'Homme, Alfred Métraux, et Lavachery, elle compte aussi Louis Charles Watelin, chef de mission, archéologue français, qui meurt au cours du voyage aller à bord du navire français Rigault-de-Genouilly et un médecin chilien le Dr Israel Drapkin qui prodigue des soins aux autochtones affectés notamment par la lèpre. Le trajet retour se fait avec le navire-école belge Mercator. La mission a déterminé que les grandes statues de pierre avaient été réalisées par les aïeux des Pascuans, occupants polynésiens actuels de l'île et pas par des membres d'une civilisation antérieure disparue. Son expédition de 1935 est relatée dans un film tourné sur place par John Fernhout et monté en Belgique par Henri Storck.
En remerciement de l'excellent travail scientifique réalisé lors de l'expédition de 1934, Lavachery reçoit des autorités chiliennes l'autorisation de ramener en Belgique un moaï (statue de l'île de Pâques). Le spécimen qui porte le nom de « Pou Hakanononga » représentant le dieu des pêcheurs de thon, est exposé aux Musées royaux d'art et d'histoire au parc du Cinquantenaire à Bruxelles. L'expédition a également rapporté d'importantes collections archéologiques et ethnographiques, et de nombreux documents d'anthropologie, de géologie, de zoologie pour l'Institut royal des sciences Naturelles de Bruxelles et le Museum d'Histoire Naturelle de Paris. À son retour, il est également nommé correspondant du Museum d'Histoire Naturelle de Paris.

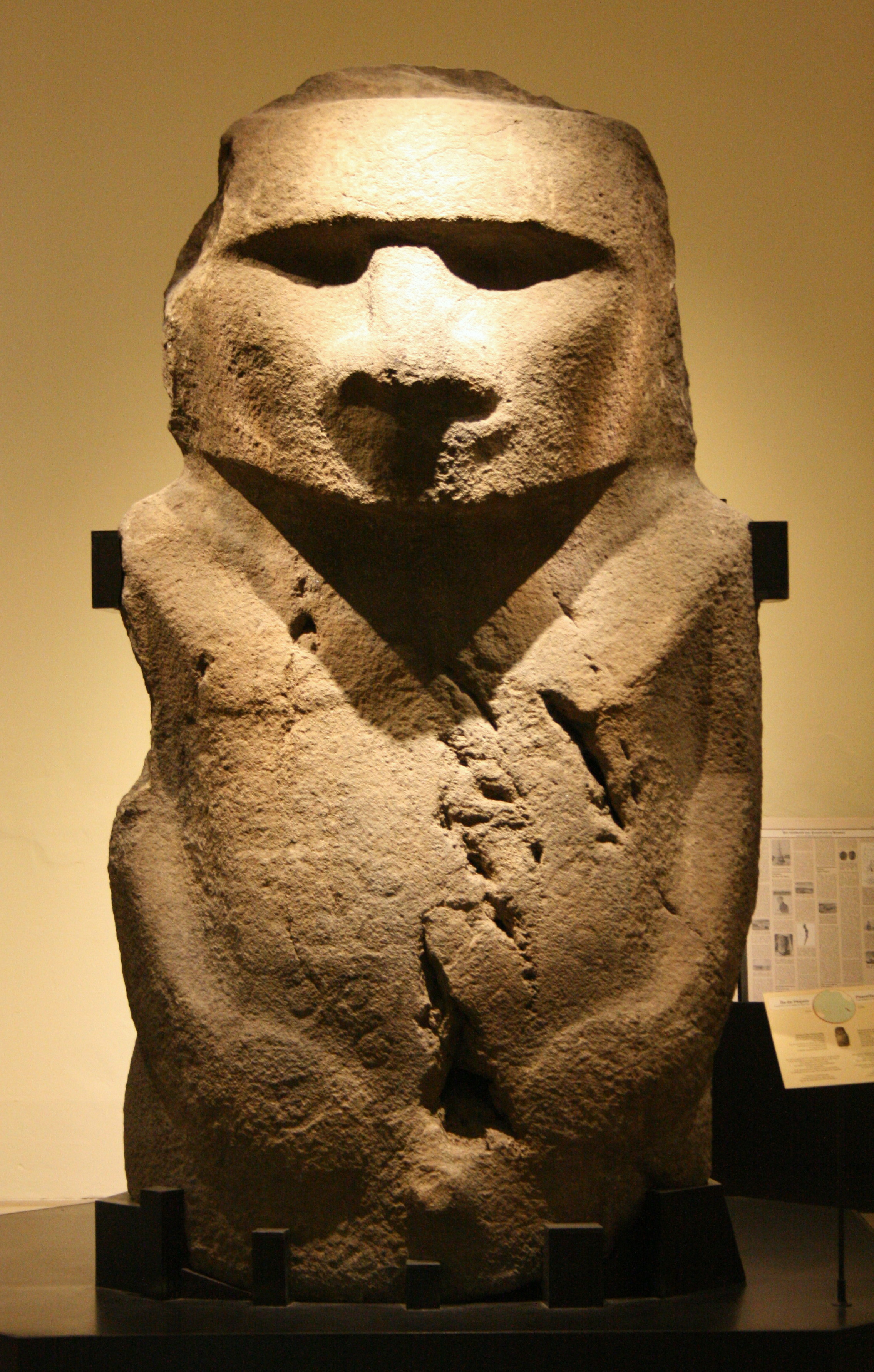
Statue « Pou Hakanononga » de l'Île de Pâques aux Musées royaux d'Art et d'Histoire de Bruxelles (Cinquantenaire).

En 1937, il rentre dans le cadre régulier des Musées Royaux d'Art et d'Histoire dans la section d'ethnographie. En 1940, il est nommé professeur à l'Université de Bruxelles où il donne les cours d'ethnographie générale et congolaise. Il y crée le cours d'Histoire des Arts primitifs. Il est aussi professeur à l'Institut supérieur d'histoire de l'art et d'archéologie de Bruxelles.
Pendant la Seconde Guerre mondiale, il entre dans la Résistance au sein du réseau Clarence. En 1942, il est nommé conservateur en chef des Musées royaux d'art et d'histoire à Bruxelles.
En 1951, il intègre la classe des Beaux-Arts de l'Académie royale de Belgique comme membre, puis secrétaire perpétuel de 1957 à 1960 et directeur de la classe des beaux-arts en 1969.
Il est aussi appelé à la présidence de sociétés scientifiques : l'Institut des Hautes Études Chinoises et la Fondation Égyptologique Reine Elisabeth.
Son petit-fils Thomas Lavachery a réalisé en 2002 un autre documentaire L’Homme de Pâques qui raconte l'expédition de son grand-père, son travail scientifique et ses liens personnels avec les habitants de l'île.
Depuis 1961, l'Académie royale des sciences, des lettres et des beaux-arts de Belgique décerne périodiquement un prix Henry Lavachery.

## Hommages et distinctions
Son buste en bronze a été réalisé par Nat Neujean.
Les distinctions suivantes lui ont été décernées : 
- Grand officier de l'ordre de Léopold (Belgique) ;
- Commandeur de l'ordre de la Couronne (Belgique) ;
- Médaille de la Résistance (Belgique) ;
- Chevalier de la Légion d'honneur (France).